# Хуяньди (шаньюй)
Хуяньди (кит. трад. 壺衍鞮, упр. 壶衍鞮, пиньинь Húyándī) — шаньюй хунну с 85 года до н. э. по 68 год до н. э.. Выбран шаньюем из князей. Мало интересовался делами державы, поручив правление придворным и старейшинам. Храбро сражался, но Хань Сюань-ди разбил хунну. И впервые со времён Модэ хуннам пришлось отбиваться от соседей-данников.

## Правление
Хуяньди был ставленником придворной партии, поэтому решения принимал не единолично, а по совету приближённых. Новый шаньюй искал возможности начать переговоры с Хань Чжао-ди, но император не шёл на контакт. Против шаньюя возник заговор князей во главе с Восточным чжуки и Западным лули, они хотели развязать войну с усунями и бежать в Китай. Князь Сючу раскрыл заговор, но сам был обвинён в измене. В итоге шаньюй не поверил ему и многие князья уехали из ставки шаньюя и стали править в своих владениях.
В 83 хунну напали на Дайгюнь, убили военачальника и отступили. Нарастала напряжённость между фактическими правителями государства Вэй Люнем и вдовой Хулугу яньчжи. Вэй Люнь решил, что яньчжи вскоре найдёт себе князя-фаворита и казнит Вэй Люня. Он решил построить крепость в ставке хунну и привлечь к себе всех китайцев живущих в хунну: в стране хунну жило много китайцев частью бежавших во время падения Цинь, частью из Хань и много китайских советников и министров в ставке шаньюя. В 80 Яньчжи распознала намерения Вэй Люня и он спешно отправил в Китай послов, давно захваченных хуннами, Су У и Ма Хуна в Китай, чтобы договориться с Хань Чжао-ди о капитуляции хунну.
За пять лет правления шаньюй окреп и в 80 отправил 20 000 четырьмя отрядами в набег. В этот раз набег был отбит, все нападавшие уничтожены, а князья сдались. В 79 году до н. э. 9000 хуннов осадили Шеусянчэн. Вэй Люнь умер, и теперь восточный лули — младший брат шаньюя задумался о сдаче Китаю, но в 78 он умер. В том же году Хуяньди от князя Ливу ознал о том, что китайцы ослабили гарнизоны в Цзюцзюане и Чжайе и приказал отбить эти земли. Чжао-ди узнал от перебежчиков об этих планах и тайно укрепил границу. Когда 4000 хуннов напали на Жилэ, Улань, Фаньхо, их встретило готовое к бою войско. Хунну были разбиты, отличился Икюй (хунн, союзник китайцев), застреливший ливу. Император щедро наградил свои пограничников.
В 77 году 3000 конницы напало на Вуюань и нанесли много урона. В этот год хунну не прекращали нападать на границу, но особой выгоды от этого не имели. Пока шаньюй воевал на юге, восстали ухуань, они разграбили шаньюйские курганы. Хунну отправили 20 000 воинов для нападения на ухуаней. Генерал Хо Гуан хотел помочь ухуанем, но Чжао Чунго отговорил его, сказав, что лучше когда варвары убивают друг друга. Пристав по делам хунну Мин Ю решил сам напасть на тыл шаньюя. Хуяньди узанал об этом и поскольку уже разгромил ухуаней, вернулся в ставку. Мин Ю, не тратя время даром, напал на ослабленных ухуаней, убил 6000 человек и захватил трёх князей, после вернулся. Его наградили титулом пинлухоу.

## Война с Китаем
В 74 Хуяньди решил отомстить китайцам и напал на Усунь, требуя выдать жену правителя Лю Цзею (劉解憂) — китайскую царевну. Хунну захватили Чэяньуси и готовились вторгнуться в усунь. Хань Чжао-ди как раз умер, а Хань Сюань-ди ещё не вступил на престол, министры колебались. Усуни отбились и заявили, что готовы выставить 50 000 лучших воинов, если Хань их поддержит. В 72 Сюань-ди собрал лучшую лёгкую конницу в Гуандунь, особенно тщательно подбирались конные лучники. Министр Тань Гуанмин был назначен главнокомандующим, он вышел из Сихэ с 40 000 конницы, Мин Ю из Чжанйэ с 30 000. Всего пять армий, общим числом 160 000 конницы. До хуннской ставки было 1000 км. Пристав усуней Чан Хуй присоединился к усуням Гуньми (50 000 конников). Узнав о столь значительном походе, хунну разбежались. У реки Пули китайцы взяли 700 хуннов и 10 000 скота, в Хуушань захвачено 100 хуннов и 2000 лошадей, пулэйский корпус захватил Пуинь-князя, 300 человек, 7000 скота. Тань уничтожил только 19 хуннов и решил возвращаться, хотя советники уговаривали его продолжить поход. Хуа Цзяньцзюнь у реки Даньюйу убил 1000 человек и захватил 70 000 скота. Хуа Цзяньцзюнь вернулся в Китай и подделал военный отчёт, чтобы приписать себе больше добычи. Его судили и он покончил с собой, такая же судьба ожидала Тань Гуанмина: Император решил, что его нерешительность не позволила уничтожить хунну, он покончил с собой. Советник Гунсунь Битэ был награждён титулом дайюйши за храбрость. Крупно повезло Чан Хую и усуням: они напали на лули-князя, захватили тестя Хуяньди, невестку, лиу-князя, тысячников, всего 39 000 и 700 000 скота. Чан Хуй получил титул чанлохоу.
Зимой 74 шаньюй напал на усунь, но кроме нескольких стариков никого не захватил. Войско попало в метель и в ставку вернулось только 1/10 хуннов. Хунну ослабели и соседи не замедлили этим воспользоваться: динлины с севера, ухуани с востока, усуни с запада и китайцы (3 000 человек) с юга напали на хунну. Вместе с морозами и голодом это настолько ослабило хунну, что держава чудом выстояла.
В 68 Хуяньди умер.